# فيليب إغان
فيليب إغان (بالإنجليزية: Philip Egan)‏ هو كاهن كاثوليكي بريطاني، ولد في 14 نوفمبر 1955 في آلترنكهام في المملكة المتحدة.